# Olomouc

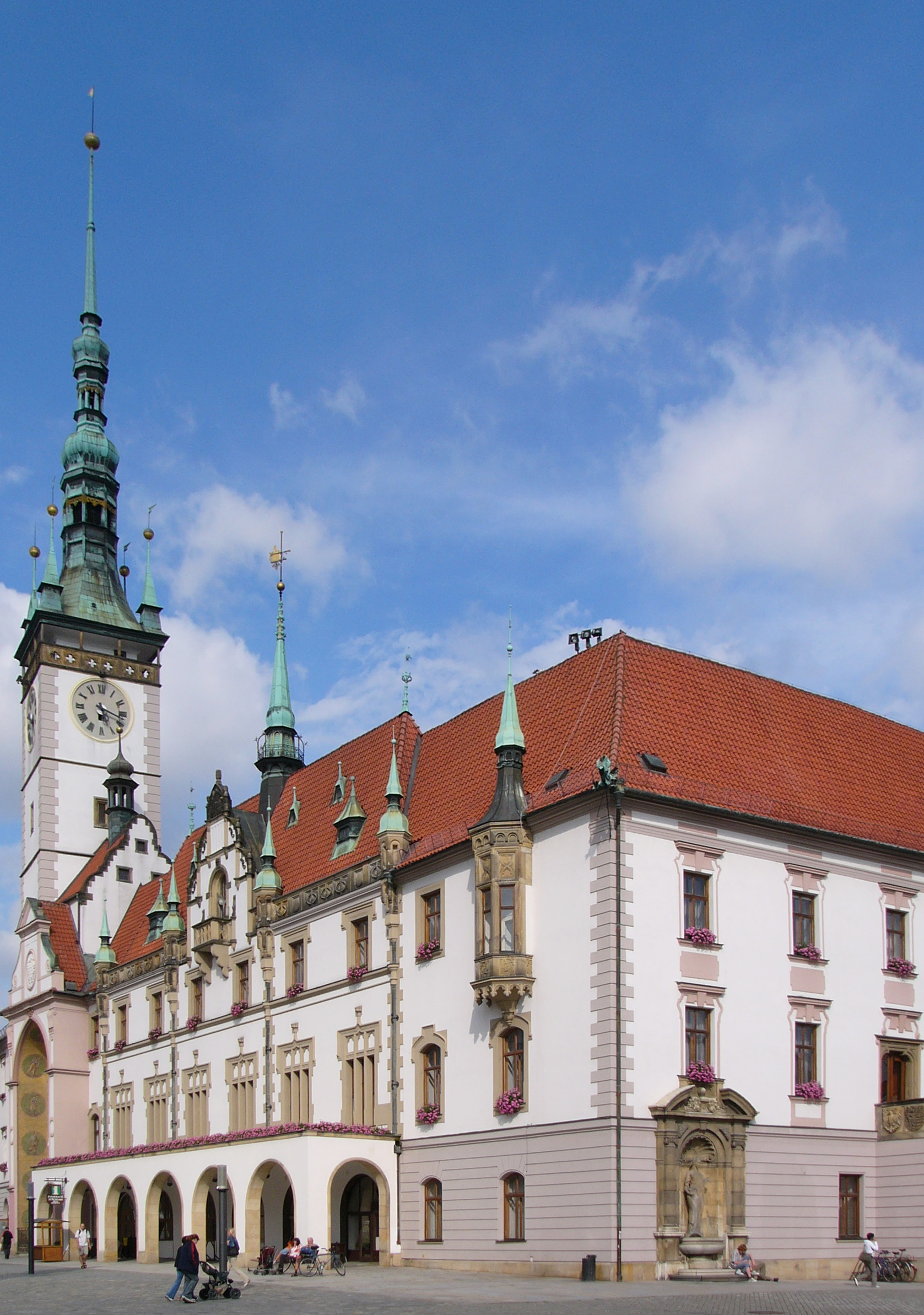
Olomouc - Primăria

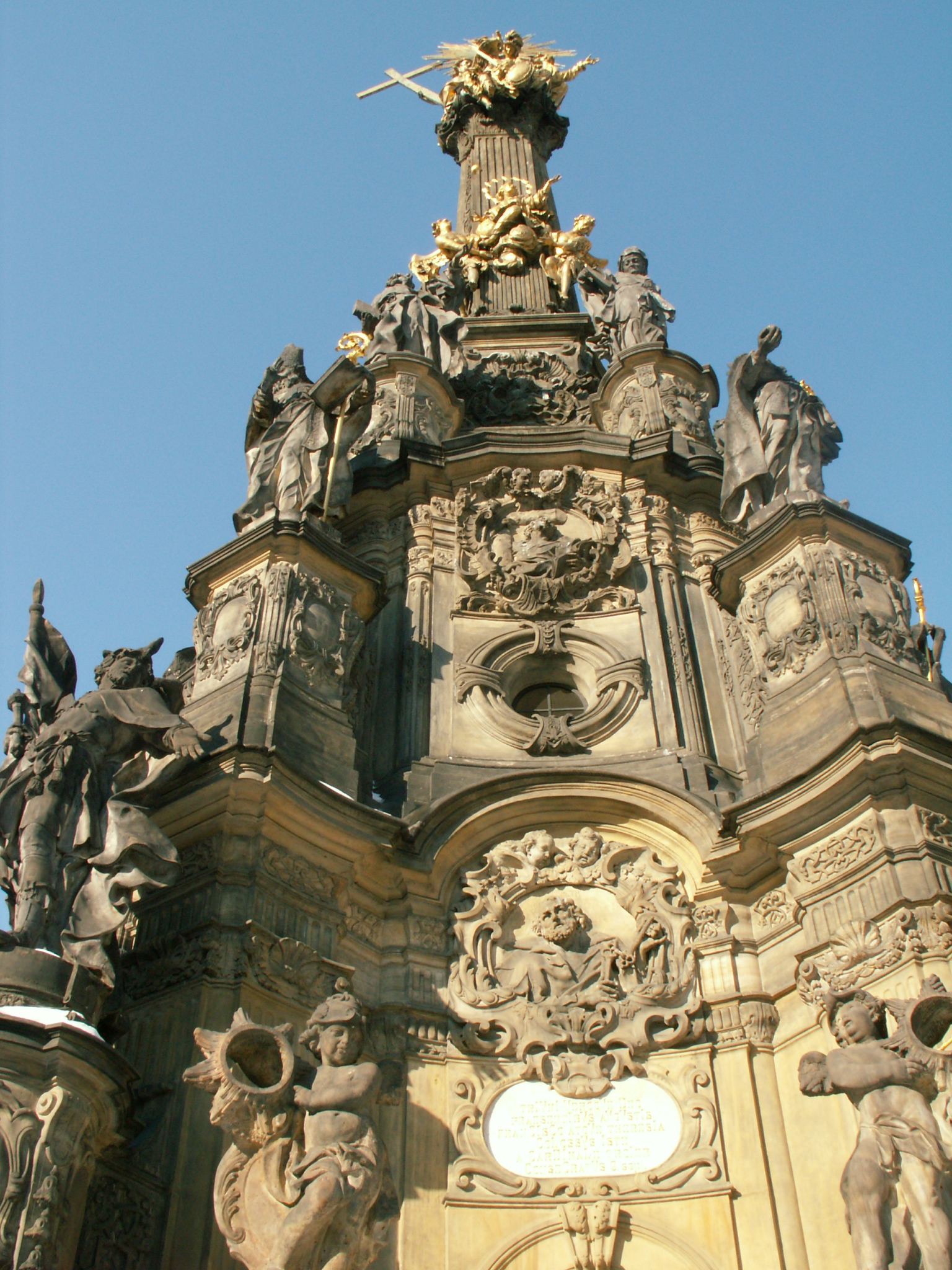
Olomouc – Coloana Trinității (Coloana Ciumei)

Olomouc (IPA: [ˈɔlɔmɔu̯ʦ]) (în germană Olmütz, în poloneză Ołomuniec, în latină Eburum / Olomucium) este un oraș din provincia Moravia din estul Republicii Cehe, cu o populație de 120 004 locuitori în 2010. Orașul este străbătut de râul Morava și este centrul ecleziastic al Moraviei.

## Monumente istorice
Universitatea din Olomouc a fost înființată în 1573.
Coloana Sfintei Treimi (construită între 1716 și 1754) este un monument de artă barocă din tipologia coloanelor ciumei, care se află pe lista UNESCO a patrimoniului mondial din anul 2000.

## Persoane notabile
- Spytihněv al II-lea (1031 – 1061), duce al Boemiei;
- Georg Flegel⁠(d) (1566 – 1638), pictor german;
- Gottfried Finger⁠(d) (c. 1655 – 1730), compozitor;
- Eduard Robert Rösler (1836 – 1874), istoric german;
- Adolf Hölzel (1853 – 1934), pictor german;
- Edgar G. Ulmer (1904 – 1972), regizor, producător de film austriaco-american;;
- Karel Brückner (n. 1939), antrenor la fotbal;
- Tomáš Kalas (n. 1993), fotbalist;
- Karolína Muchová (n. 1996), tenismenă;
- Pavel Bittner (n. 2002), ciclist ceh.